# Orchestra Sinfonica Nazionale della RAI
L'Orchestra Sinfonica Nazionale della Rai è un'orchestra sinfonica italiana legata alla Rai, nata nel 1993 dalla fusione delle precedenti quattro orchestre della Rai: l'Orchestra Sinfonica di Torino della Rai, l'Orchestra Sinfonica di Roma della Rai, l'Orchestra Sinfonica di Milano della Rai e l'Orchestra da camera "Alessandro Scarlatti" di Napoli della Rai.
L'orchestra ha sede a Torino, presso l'Auditorium Rai di piazza Rossaro, 1. Il direttore d'orchestra principale è, dal 2024, il Maestro  Andrés Orozco-Estrada, Direttore emerito dal 2021 è Fabio Luisi; il direttore ospite principale è Robert Trevino; il Direttore Artistico è Ernesto Schiavi.

## Storia
L'orchestra sinfonica dell'EIAR nasce nel 1931 presso il Teatro di Torino; si aggiunsero in seguito le orchestre di Roma, Milano e Napoli. Le orchestre della Rai furono dirette dai più importanti direttori d'orchestra, tra i quali Vittorio Gui, Wilhelm Furtwängler, Herbert von Karajan, Antonio Guarnieri, Igor Stravinskij, Leopold Stokowski, Sergiu Celibidache, Carlo Maria Giulini, Vito Tommaso, Lorin Maazel, Thomas Schippers, Zubin Mehta, Wolfgang Sawallisch.
Nel 1993 le quattro orchestre furono riunite a Torino per necessità di risparmio. La nuova orchestra sinfonica della Rai fu tenuta a battesimo da Georges Prêtre e Giuseppe Sinopoli. Da allora all'organico originario si sono aggiunti molti fra i migliori strumentisti delle ultime generazioni. Jeffrey Tate è stato Primo direttore ospite dal 1998 al 2003 e direttore onorario fino al luglio 2011. Dal 2002 al 2007 Rafael Frühbeck de Burgos è stato direttore principale. Nel triennio 2003-2006 Gianandrea Noseda è stato Primo direttore ospite. Dal 1996 al 2002 Eliahu Inbal è stato direttore onorario dell'Orchestra.
Altre presenze significative sul podio dell'OSN Rai sono state quelle di Carlo Maria Giulini, Wolfgang Sawallisch, Chung Myung-whun, Riccardo Chailly, Lorin Maazel, Zubin Mehta, Mstislav Rostropovič, Yuri Ahronovich, Marek Janowski, Semyon Bychkov, Dmitrij Kitaenko, Aleksandr Lazarev, Valery Gergiev, Gerd Albrecht, Yutaka Sado, Mikko Franck, James Conlon, Kirill Petrenko e Roberto Abbado.
L'Orchestra tiene delle regolari stagioni di concerti a Torino, affiancandovi spesso cicli primaverili o speciali: fra questi, fortunatissimo quello dedicato alle sinfonie di Beethoven dirette da Rafael Frühbeck de Burgos nel giugno 2004; altrettanto successo ha ottenuto, nella primavera 2009, il ciclo dedicato ai cinque concerti per pianoforte e orchestra di Beethoven e all'integrale delle sinfonie di Schubert nell'interpretazione di Alexander Lonquich, solista e direttore.
Dal febbraio 2004 si svolge a Torino il ciclo Rai NuovaMusica: una rassegna dedicata alla produzione contemporanea che presenta in concerti sinfonici e da camera prime esecuzioni assolute, molte delle quali di opere composte su commissione, o per l'Italia. Direttore principale dell'orchestra è stato Juraj Valčuha dal novembre 2009 all'autunno 2016 quando lo stesso incarico è stato conferito a James Conlon, il quale pure è Direttore ospite della stessa orchestra dal 2009.
L'OSN Rai suona anche molto spesso in concerti sinfonici e da camera nelle principali città e nei festival più importanti d'Italia. Frequenti le sue presenze a MITO SettembreMusica, alla Biennale di Venezia e alle Settimane Musicali Internazionali di Stresa. Numerosi e prestigiosi anche gli impegni all'estero: fra questi le tournée in Giappone, Germania, Regno Unito, Irlanda, Francia, Spagna, Canarie, Sud America, Svizzera, Austria, Grecia, e l'invito a suonare il 26 agosto 2006 nel concerto conclusivo del festival di Salisburgo.
Con il suo Direttore principale Juraj Valčuha, il 3 e 4 marzo 2011 viene invitata a suonare negli Emirati Arabi Uniti nell'ambito di Abu Dhabi Classics e a novembre fa una tournée in Germania, Austria e Slovacchia, che segna il debutto al Musikverein di Vienna e il ritorno alla Philharmonie di Berlino. Ha debuttato con due concerti al Festival RadiRO di Bucarest, dove è tornata nel 2013 per altri due concerti al Festival Enescu. L'Orchestra esprime e organizza anche numerose formazioni da camera con organici variabili, che svolgono un'intensa attività concertistica.
L'OSN Rai ha inoltre preso parte a eventi particolarmente significativi, come dell'Unione Europea svoltasi a Torino, l'omaggio per il giubileo sacerdotale di Giovanni Paolo II in piazza San Pietro a Roma, il Concerto di Solidarietà di Torino per la ricostruzione della cappella del Guarini, i concerti per della Repubblica (in molte edizioni dal poi) e il Capodanno 2000 nella piazza del Quirinale, tutte manifestazioni trasmesse in diretta televisiva. Altro tradizionale appuntamento è il concerto di Natale ad Assisi nella basilica superiore di San Francesco.
Il 3 e 4 giugno 2012 l'Orchestra è protagonista del film-opera Cenerentola, trasmesso in diretta su Rai 1 e in mondovisione da Torino, con la direzione di Gianluigi Gelmetti e la regia di Carlo Verdone. Il 4 e 5 settembre 2010 l'Orchestra prende invece parte al film-opera Rigoletto, sempre trasmesso in diretta su Rai 1 e in mondovisione da Mantova, con la direzione di Zubin Mehta e la regia di Marco Bellocchio. Allo stesso modo era stata protagonista nel 2000 dell'evento televisivo Traviata à Paris, nuovamente diretta da Zubin Mehta. Questa produzione della Rai ha conseguito nel 2001 l'Emmy Award per il miglior spettacolo musicale dell'anno e il Prix Italia come miglior programma televisivo nella categoria dello spettacolo.
Il 27 gennaio 2001 l'Orchestra apre ufficialmente in diretta televisiva su Rai 3 le celebrazioni per il centenario della morte di Giuseppe Verdi, eseguendo nella Cattedrale di Parma la Messa da Requiem sotto la direzione di Valery Gergiev. Tutti i concerti dell'Orchestra sinfonica nazionale della Rai sono trasmessi su Radio 3; molti concerti sono registrati per la messa in onda su Rai 3 e Rai 5. L'Orchestra svolge una ricca attività discografica, specialmente in campo contemporaneo. Dai suoi concerti dal vivo sono spesso ricavati CD e DVD.

## Direttori principali
- Eliahu Inbal (1996 - 2002) direttore onorario
- Jeffrey Tate (1998 - 2011) direttore ospite principale fino al 2001, poi direttore onorario
- Rafael Frühbeck de Burgos (2002 - 2007)
- Gianandrea Noseda (2003 - 2006) direttore ospite principale
- Juraj Valčuha (2009 - 2015)
- James Conlon (2016 - 2020)

## Riconoscimenti
- 1997 - Premio Abbiati
  - Premio a Eliahu Inbal per le esecuzioni e la continuità del lavoro artistico con l'Orchestra Sinfonica Nazionale della Rai
- 1998 - Premio Abbiati
  - Premio a Carlo Maria Giulini per i concerti brahmsiani diretti a Firenze e l'esecuzione della Messa da Requiem di Verdi a Torino, con l'Orchestra Sinfonica Nazionale della Rai
- 1998 - "Viotti d'oro"
- Premio a Eliahu Inbal, Martha Argerich e l'Orchestra Sinfonica Nazionale della Rai
- 1999 - Premio Abbiati
  - Premio a Jeffrey Tate per le esecuzioni di Stravinskij e di Haydn e l'attività svolta con l'Orchestra Sinfonica Nazionale della Rai
- 2001 - Prix Italia
  - Premio per il Miglior programma televisivo nella categoria dello spettacolo per la Traviata à Paris
- 2001 - Emmy Award
  - Premio Miglior spettacolo musicale dell'anno per la Traviata à Paris
- 2005 - Midem Classical Award
  - Riconoscimento assegnato dalla giuria del Midem per l'incisione del Concerto per violino di Ferruccio Busoni realizzata con Frank-Peter Zimmermann e la direzione di John Storgards per Sony Classical
- 2005 - Premio Abbiati
- Premio per la Miglior iniziativa musicale al progetto Rai NuovaMusica
- 2006 – Echo Klassik Award
  - Premio per l'incisione del Concerto per violino di Ferruccio Busoni realizzata con Frank Peter Zimmermann e la direzione di John Storgards per Sony Classical .
- 2007 - Premio Abbiati
  - Premio novità assoluta per Ausklang per pianoforte e orchestra e Concertini
- 2008 – Diapason d'oro della rivista Diapason
  - Premio per il triplo CD Orchestral Works
- 2009 – Premio nazionale della rivista Classic Voice
  - Premio categoria contemporanea per il triplo CD Orchestral Works

## Loghi

15 ottobre 2000 - 18 maggio 2010
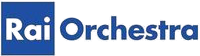
18 maggio 2010 - 10 aprile 2017
In uso dal 10 aprile 2017